# Normal (Illinois)
Normal ist eine Stadt im McLean County im Zentrum des US-amerikanischen Bundesstaates Illinois. Das U.S. Census Bureau hat bei der Volkszählung 2020 eine Einwohnerzahl von 52.736 ermittelt. Normal bildet mit dem unmittelbar angrenzenden Bloomington einen gemeinsamen Ballungsraum.

## Geographie
Die Stadt Normal liegt 54 km südöstlich von Peoria, 186 km südwestlich der Stadt Chicago, 234 km nordöstlich der Stadt St. Louis, 96 km nordöstlich der Stadt Springfield und 78 km nordöstlich der Stadt Champaign. Die Stadt liegt an den Interstate Highways 39, 55 und 74.

## Automobilwirtschaft
Ab 1989 produzierte der japanische Autobauer Mitsubishi hier PKW, hauptsächlich für den amerikanischen Markt. Durch das 1985 gegründete Joint Venture Diamond-Star Motors (DSM) mit der Chrysler Corporation wurden hier unter anderem die Modelle Mitsubishi Eclipse, Plymouth Laser und Eagle Talon produziert, die sich eine Plattform teilten. Ab 1995 wurden die Modelle nicht mehr unter dem Namen des Joint Ventures produziert, da Mitsubishi das Werk komplett übernahm.
2015 wurde die Produktion von Mitsubishi-Modellen in den USA eingestellt.
Normal nimmt eine Vorreiter-Rolle in Bezug auf Elektromobilität ein, der Autobauer Rivian kaufte 2017 die ehemalige Fabrik von Mitsubishi und produziert hier seit 2021 die Modelle R1S, R1T sowie den EDV (Electric Delivery Van) für Amazon.

## Weiteres
Die Illinois State University ist eine staatliche Universität in der Stadt.

## Städtepartnerschaften
Gemeinsam mit dem benachbarten Bloomington pflegt Normal partnerschaftliche Kontakte mit folgenden Städten:
- Asahikawa, Japan
- Caibarien, Kuba
- Canterbury, Vereinigtes Königreich
- Wladimir, Russland
- Remedios, Kuba

## Söhne und Töchter der Stadt
- Richard Hovey (1864–1900), Dichter
- Julius Barr (1905–1939), Pilot
- Jesse Hibbs (1906–1985), Film- und Fernsehregisseur
- Ralph Eugene Meatyard (1925–1972), Fotograf
- McLean Stevenson (1927–1996), Schauspieler
- Jeff Fowler (* 1978), Animator und Filmregisseur
- Taylor Bruns (* 1991), Volleyballspielerin
- Colton Dunn (* 1977), Schauspieler
- Marcos Ortega (* 1986), Musiker